# Sargus iridatus
Sargus iridatus är en tvåvingeart som först beskrevs av Giovanni Antonio Scopoli 1763.  Sargus iridatus ingår i släktet Sargus och familjen vapenflugor. Arten är reproducerande i Sverige. Inga underarter finns listade i Catalogue of Life.

## Bildgalleri

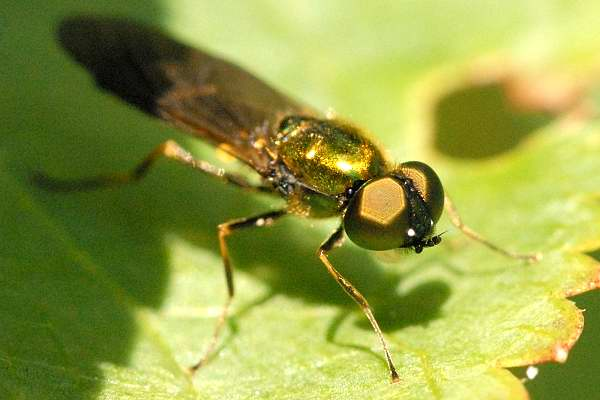
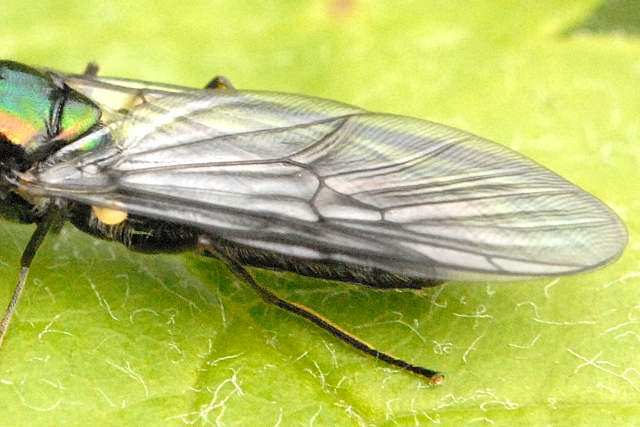